# Wacław Konopka
Wacław Michał Konopka(ur. 5 maja 1881 we Włocławku, zm. 25 grudnia 1938) – polski rzeźbiarz.

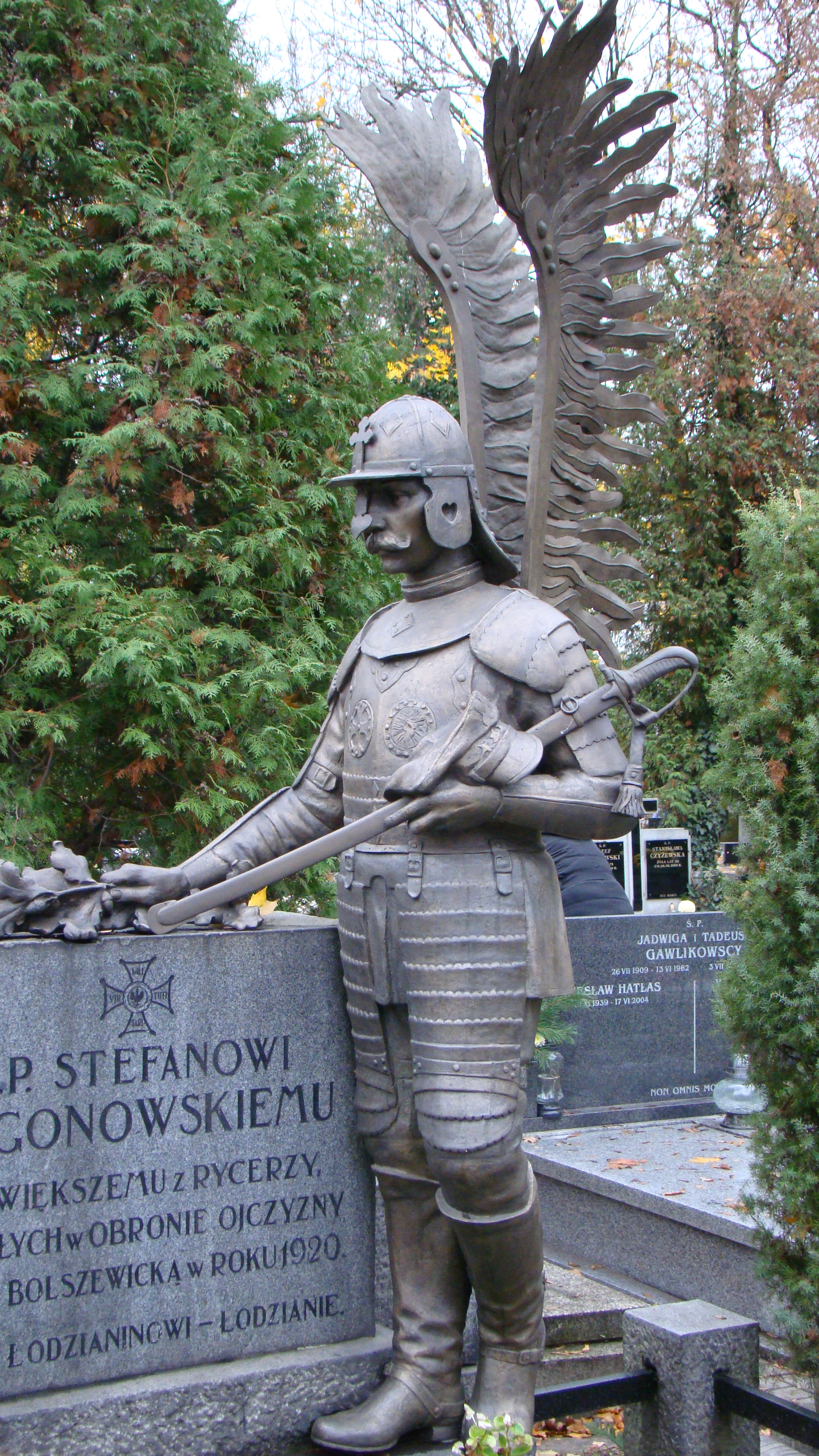
Rzeźba husarza z grobu Stefana Pogonowskiego autorstwa Wacława Konopki

Urodził się w rodzinie, której członkowie brali udział w powstaniu styczniowym. Po jakimś czasie osiadł w Łodzi, gdzie w wieku 16 lat uczył się rzeźbiarstwa w pracowni Ludomira Wąsowskiego. 1905–1909 studiował w Akademii Sztuk Pięknych w Krakowie w pracowni prof. Konstantego Laszczki. Po studiach wrócił do Łodzi, z którą związał resztę swego życia. Współpracował z firmą kamieniarską Antoniego Urbanowskiego.

## Dorobek artystyczny
- popiersie Tadeusza Kościuszki w łódzkiej katedrze,
- popiersie Tadeusza Kościuszki przed kościołem w Konstantynowie Łódzkim,
- tablica pamiątkowa poświęcona Janowi Kilińskiemu w łódzkiej katedrze,
- rzeźba Najświętszej Maryi Panny w parafii w Kazimierzu k. Łodzi,
- pomnik na grobie Stefana Pogonowskiego z sylwetką rycerza w zbroi husarskiej,
- ponad 80 nagrobków (lub ich elementów) na Starym Cmentarzu w Łodzi.